# Orant de Gudea
L 'Orant de Gudea és una escultura datada entre els anys 2550 i 2520 aC. Va ser elaborada al Període dinàstic arcaic de Mesopotàmia, a l'època de la civilització sumèria, considerada la primera i més antiga civilització de la història, que es va estendre pel sud de Mesopotàmia, a la zona dels rius Tigris i Eufrates. L'estatueta està vestida únicament d'un «kaunakes» i tenia els ulls de lapislàtzuli o vidre, peces que no es conserven.

## Troballa i història

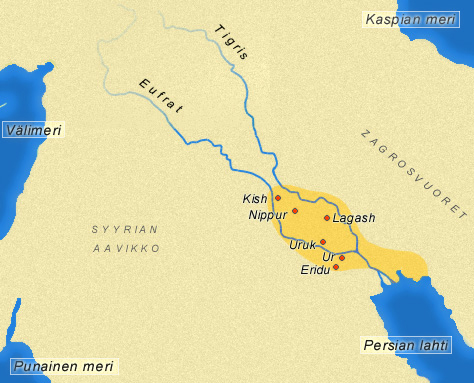
Zona d'influència de la civilització sumèria.

La peça va ser trobada a l'Iraq i representa un ciutadà sumeri pregant de peu, sent un tipus d'escultura molt repetida en tot l'art mesopotàmic. El 2001 va ser adquirida pel Museu Arqueològic Nacional d'Espanya (situat a Madrid), on actualment es troba exposada i té el número d'inventari 2001/110/1 al departament d'Antiguitats Egípcies i el Pròxim Orient.